# 聖伯多祿聖保祿堂 (香港)
聖伯多祿聖保祿堂（英語：Ss. Peter and Paul Church）是位於香港新界元朗青山公路－屏山段201號屏山段的天主教教堂，創於1925年，初為元朗天主教學校，附屬於元朗堂區，1954年名為聖伯多祿聖保祿堂至今。

## 歷史
1922年，穀祿師神父來到香港傳道，他最初任職於中環聖約瑟書院和九龍聖德肋撒堂。他於1926年成為新界西區主任司鐸，在他的領導下，元朗的傳道工作展開，並於元朗舊墟東門口創立聖堂和學校，並以聖伯多祿及聖保祿宗徒作為主保聖人。1929年，元朗有133名教友，39位慕道者。
在天主教香港教區及白英奇主教提供財政支持，令聖堂得以於1958年遷到青山公路現址的新堂，並於同一時間在聖堂旁創辦天主教崇德英文書院。自此，新建的聖伯多祿聖保祿堂成為元朗區的主要天主教聖堂。
1992年9月，天主教崇德英文書院遷到洪水橋新校舍。1995年，元朗天主教中學接手辦學。

## 堂區服務範圍

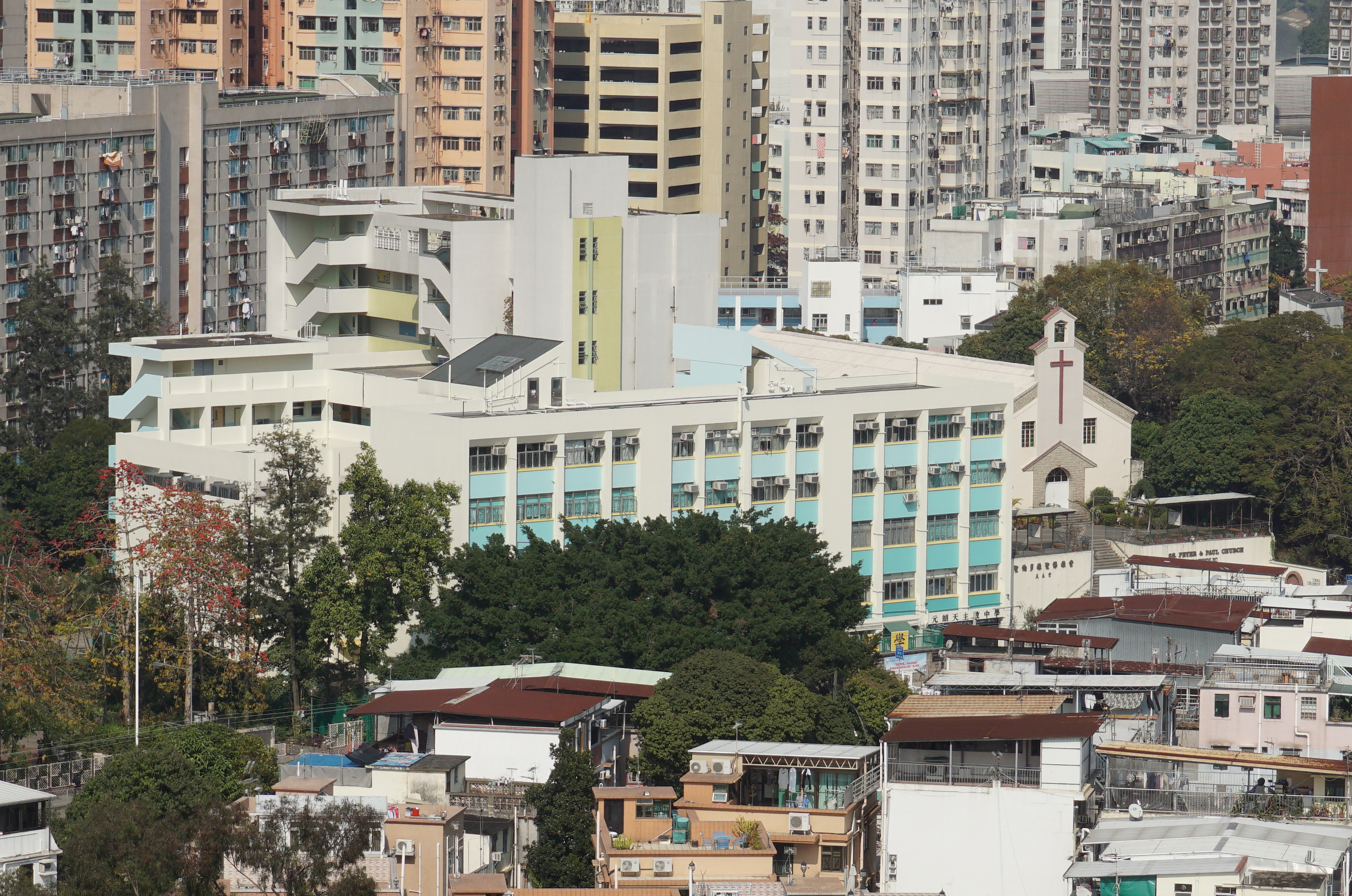
聖伯多祿聖保祿堂

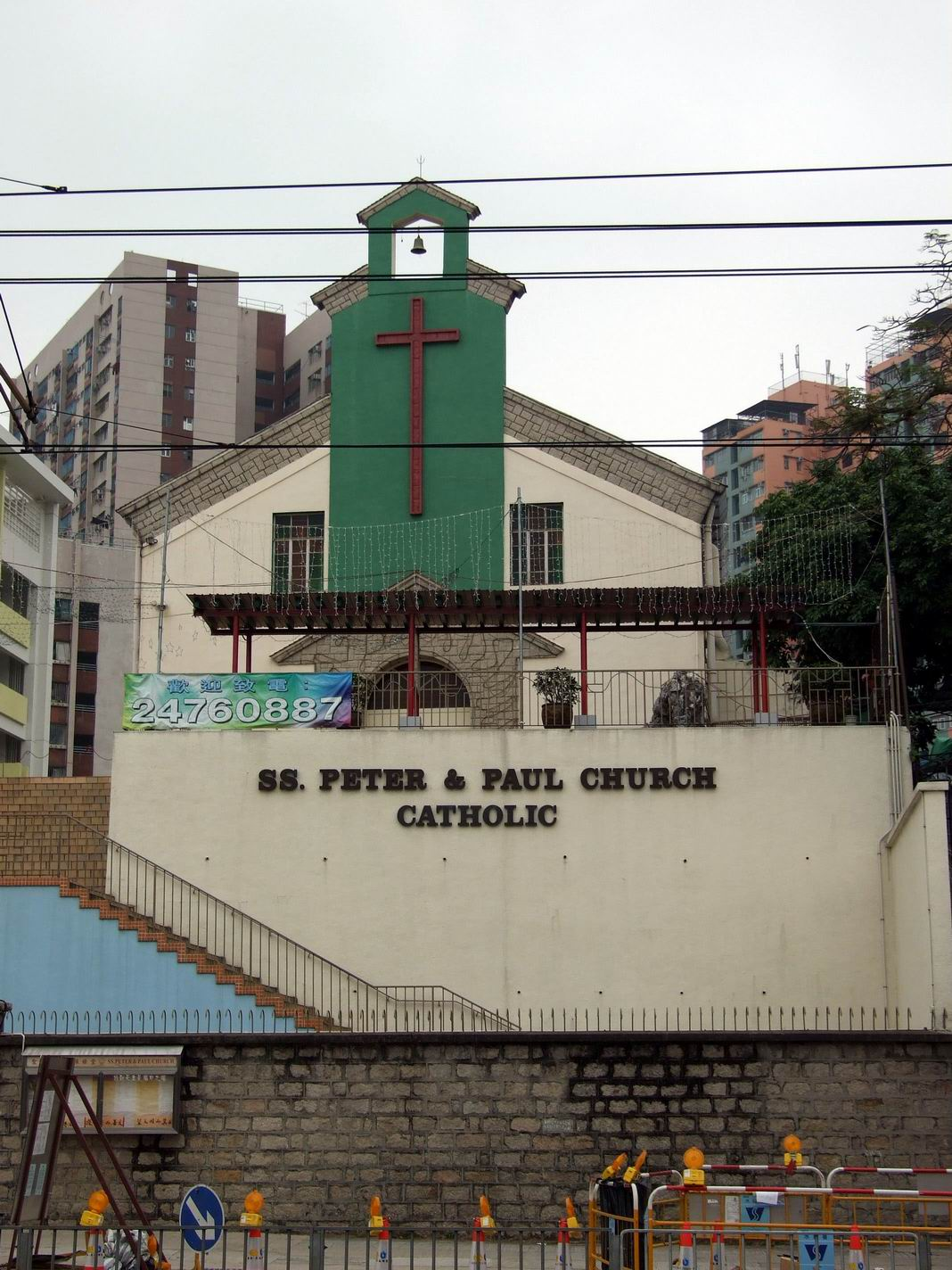
聖伯多祿聖保祿堂

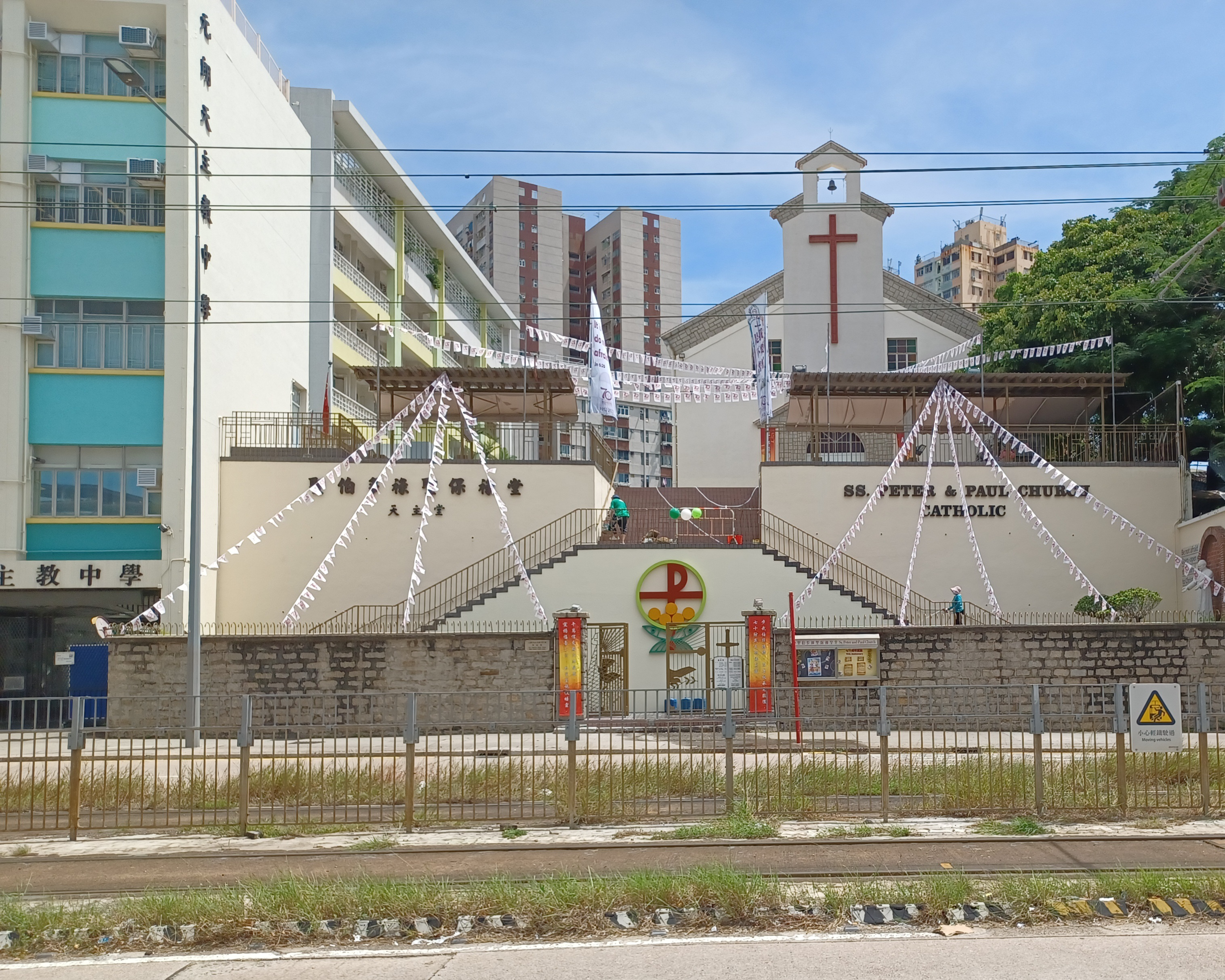
聖伯多祿聖保祿堂

聖伯多祿聖保祿堂區服務範圍，包括元朗的元朗市中心、十八鄉、錦田、新田、大棠、凹頭、南生圍、流浮山、尖鼻咀、屏山、橫洲、厦村、白泥、牛潭尾、八鄉、石崗。為方便教友參與宗教活動，除了聖伯多祿聖保祿堂外，堂區更包括以下的教堂：
聖猶達彌撒中心（英語：St. Jude’s Mass Centre），位於新界錦田吉慶圍207號。於1962年9月，錦田區脫離元朗區，彌撒中心建立於1966年2月19日。於1967年2月15日祝聖，1967年至1979年屬錦田堂區，於1979年7月1日升格為堂區。1994年11月1日屬元朗聖伯多祿聖保祿堂。

## 堂區主保

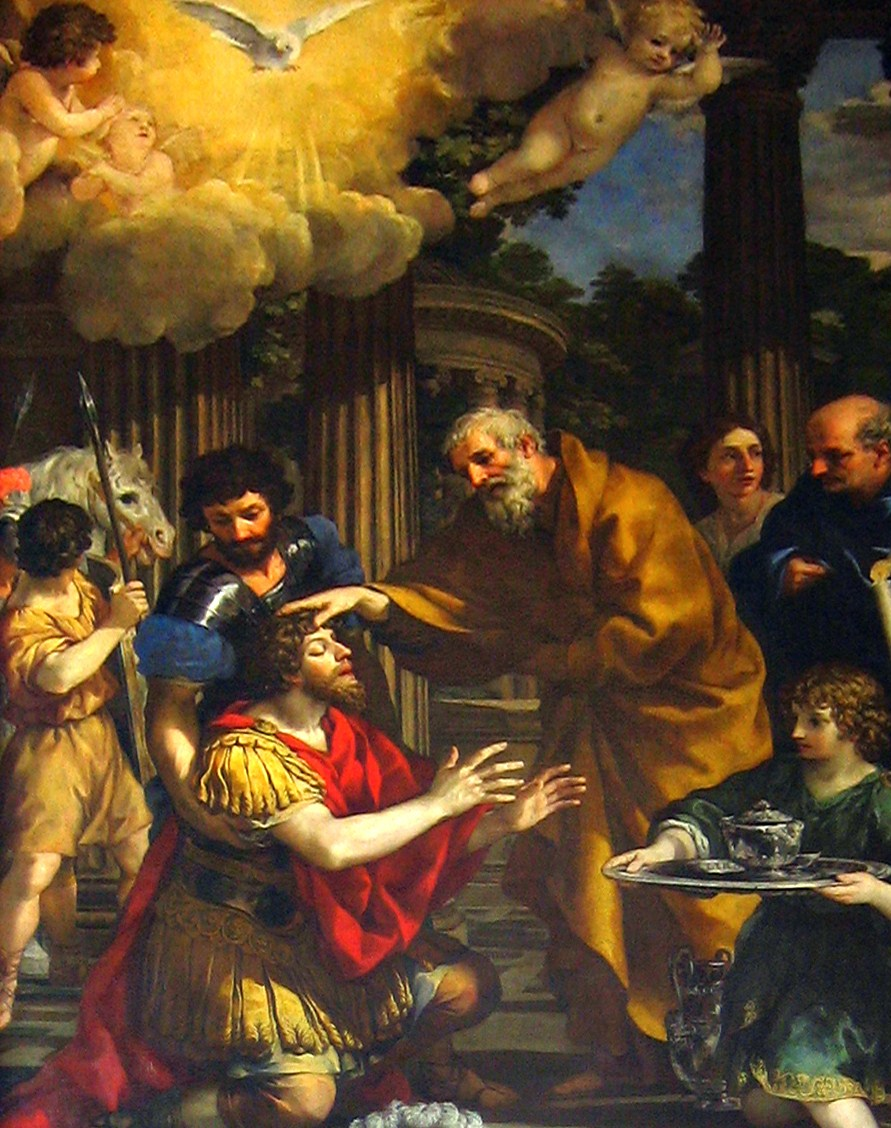
聖保祿

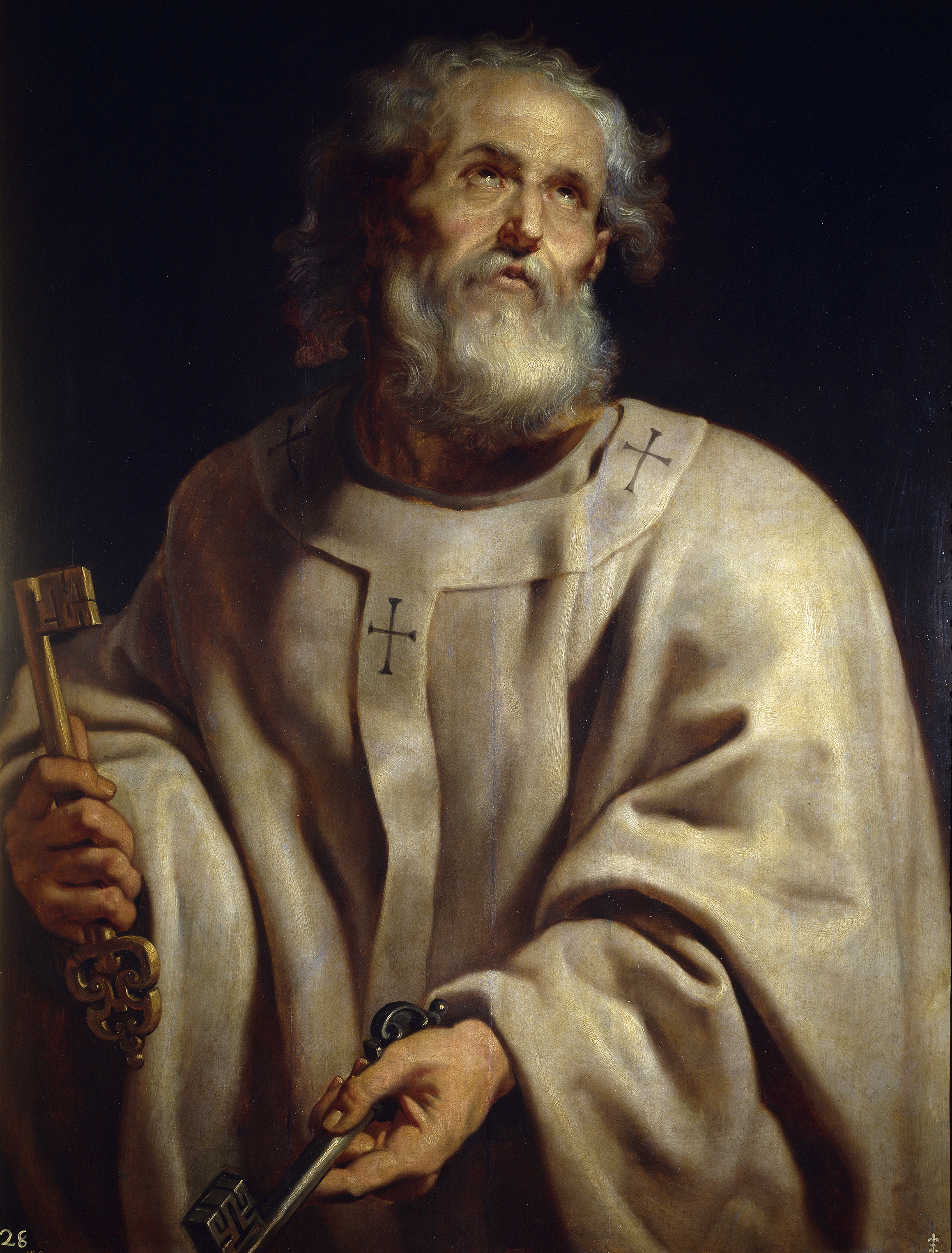
聖伯多祿

### 聖保祿
保祿是猶太人，生於基里基雅的塔爾索，在耶路撒冷長大，屬本雅明支派，生來即享有羅馬公民權。因他的祖先已取得羅馬國籍，因此他同時擁有猶太人（希伯來文）名字「掃祿」和羅馬（拉丁文）名字「保祿」。這羅馬公民權不但可以使他自由進出帝國境內各地，更方便他的傳教工作，而且還給了他向凱撒上訴的權利。 他自幼便學會了當時民間通用的希臘語，也學會了製造帳幕。导致他身體似乎有痛症。

### 聖伯多祿
伯多祿緊隨耶穌到處傳教，並與雅各伯和若望在大博爾山上見證耶穌顯聖容。他代表十二宗徒發言，並率先承認耶穌為默西亞，雖然他也被基督的苦難所絆倒。 伯多祿的公開宣認自己的信仰，因而被基督立為教會的磐石。並預言他將以怎樣的死去光榮天主。 伯多祿於公元66或67年，尼祿王迫害教會時，被判以極刑，在羅馬被倒釘十字架為主殉道，葬於梵蒂岡山，現今聖伯多祿大殿之下。
伯多祿在宗徒中的首席地位，是按他在愛德和服務上而論的，這已在初期的教會團體中彰顯見著，《宗徒大事錄》為此作出有力的佐證。伯多祿及他的繼承者——教宗，是教會團結合一和愛德的見證。

## 神職人員

### 歷任主任司鐸

#### 新界西歷屆主任司鐸
| 就職時間 | 卸任時間 | 主任司鐸               | 英文名                             | 所屬教區／修會            |
| -------- | -------- | ---------------------- | ---------------------------------- | ------------------------- |
| 1926年   | 1932年   | 穀祿師神父             | Richard S. Brookes                 | 宗座外方傳教會            |
| 1932年   | 1940年   | 區鴻慈神父             | Valva Didacus D'Ayala              | 宗座外方傳教會            |
| 1940年   | 1941年   | 楊倬華神父             | Joseph Yeung                       | 香港宗座代牧區            |
| 1942年   | 1943年   | 盧履中神父             | Philip Lo                          | 香港教區                  |
| 1951年   | 1952年   | 曾子光神父             | Paul Tsang                         | 香港教區                  |
| 1953年   | 1960年   | 黃景賢神父             | John B Wong                        | 香港教區                  |
| 1960年   | 1963年   | 陳子殷神父及范賚亮神父 | Philip Chan and Valeriano Fraccaro | 香港教區 / 宗座外方傳教會 |
| 1963年   | 1969年   | 余遠之神父             | Thomas Yu                          | 香港教區                  |

#### 元朗堂區之主任司鐸
| 就職時間 | 卸任時間 | 主任司鐸   | 英文名            | 所屬教區／修會 |
| -------- | -------- | ---------- | ----------------- | -------------- |
| 1969年   | 1971年   | 謝鳴之神父 | John Tse          | 香港教區       |
| 1971年   | 1977年   | 張德凱神父 | Victor Beretta    | 宗座外方傳教會 |
| 1977年   | 1981年   | 嘉畢主神父 | Peter Galbiati    | 宗座外方傳教會 |
| 1981年   | 1982年   | 任致遠神父 | Pierre Jeanne     | 巴黎外方傳教會 |
| 1982年   | 1986年   | 曾祺光神父 | Giancarlo Politi  | 宗座外方傳教會 |
| 1986年   | 1991年   | 戴雨谷神父 | Joseph Tai        | 耶穌會         |
| 1991年   | 1996年   | 格普黎神父 | Vincenzo Carbone  | 宗座外方傳教會 |
| 1996年   | 2003年   | 施永泰神父 | Giorgio Pasini    | 宗座外方傳教會 |
| 2003年   | 2006年   | 高培理神父 | Vincent Corbelli  | 瑪利諾會       |
| 2006年   | 2023年   | 包俊偉神父 | Gervais E. Baudry | 道生會         |
| 2023年   | 至現在   | 葉寶林神父 | Martin Ip         | 香港教區       |

### 助理司鐸
- 殷灝峰神父（Rev. Timothy Yan）

### 牧職修女
- 吾樂之源瑪利亞許修女（Sr. Maria WuLe zhi Yuan Hui, SSVM）
- 天主眷顧之母瑪利亞張修女 （Sr. Tin Zhu Juan Gu Zi Mu Maria Cheung, SSVM）
- Maria Jerosolimitana修女 (Sr. Maria Jerosolimitana, SSVM)

## 彌撒禮儀時間

### 聖伯多祿聖保祿堂
彌撒
- 主日彌撒 ：08:00、11:00、19:00（粵語）
- 09:30、12:30（英語）
- 星期六提前主日彌撒：17:00（英語）、18:30（粵語）
- 平日彌撒：07:30（粵語）

### 聖猶達彌撒中心
彌撒
- 主日彌撒：08:00（粵語）

## 外部連結
- 聖伯多祿聖保祿堂 （页面存档备份，存于）

22°26′42″N 114°01′17″E / 22.4449°N 114.0213°E